# API Group
Die API Group (Eigenschreibweise: APi Group) ist ein US-amerikanisches Unternehmen, das Produkte und Dienstleistungen aus den Bereichen Brandschutz, Arbeitsschutz und Überwachung sowie Wartungs- und Reparaturdienstleistungen für industrielle Infrastruktur anbietet. Das Unternehmen ist in mehr als 20 Ländern aktiv. Die Aktien des Unternehmens werden an der New York Stock Exchange gehandelt.

## Geschäftstätigkeit
API gliedert seine Tätigkeit in zwei Geschäftsfelder. Unter Safety Services sind Herstellung, Vertrieb, Installation und Betrieb von Brandmelde- und Brandbekämpfungsanlagen sowie von Sicherheitssystemen vor allem für Unternehmenskunden gebündelt. Dieser Bereich erbrachte im Geschäftsjahr 2022 rund 70 % des Umsatzes und war in Nordamerika, Europa sowie dem Asien- und Pazifikraum aktiv.
Die Speciality Services umfassen vor allem Betrieb, Wartung und Reparatur von Infrastruktur für Industrieunternehmen, insbesondere unterirdisch verlegte Leitungen und Rohrsysteme. Der Unternehmenszweig ist ausschließlich in Nordamerika aktiv.

## Geschichte
API verfolgt eine organische und anorganische Wachstumsstrategie. Von 2005 bis 2022 erfolgten mehr als 90 Unternehmensübernahmen. Im Jahr 2022 wurde die größte Unternehmensübernahme in der Geschichte von API abgeschlossen: der Erwerb des britischen Unternehmens Chubb Fire and Security.

## Tochterunternehmen
Der Bereich Safety Services umfasst die Tochtergesellschaften 3S, American Fire Protection Group, APi National Service Group, Chubb, Davis-Ulmer, Grunau, International Fire Protection, MMC, Premier Fire & Security, Security Fire, SK Fire Safety Group, Tessier's, Texas Sprinkler, TCGD, USA Fire Protection, Viking Fire Protection, Vipond und Western States Fire Protection. Im Bereich Sepciality Services sind folgende Unternehmen zusammengefasst: APi Inc., Classic Industrial Services, ICS, Creamer, Jamar, Jomax, Lejeune Steel, Mid-Ohio Pipeline, MP, Northland, Summit Pipeline Services, Tenet, Train und United Piping.